# Фігурне катання на зимових Олімпійських іграх 1956
Змагання з фігурного катання на Зимових Олімпійських іграх 1956 проходили в трьох дисциплінах: чоловіче та жіноче одиночне катання та в парах. Змагання проходили з неділі 29 січня по п'ятницю 3 лютого 1956 року в Кортіна-д'Ампеццо на штучній ковзанці Олімпійського стадіону.

## Календар
| • | Церемонія відкриття | • | Основна програма | • | Фінальні змагання | • | Церемонія закриття |

| січень/лютий              | 26 Чт | 27 Пт | 28 Сб | 29 Нд | 30 Пн | 31 Вт | 1 Ср | 2 Чт | 3 Пт | 4 Сб | 5 Нд |
| ------------------------- | ----- | ----- | ----- | ----- | ----- | ----- | ---- | ---- | ---- | ---- | ---- |
| чоловіче одиночне катання |       |       |       | •     |       |       | •    |      |      |      |      |
| жіноче одиночне катання   |       |       |       |       | •     |       |      | •    |      |      |      |
| парне катання             |       |       |       |       |       |       |      |      | •    |      |      |
| церемонії                 | •     |       |       |       |       |       |      |      |      |      | •    |
| січень/лютий              | 26 Чт | 27 Пт | 28 Сб | 29 Нд | 30 Пн | 31 Вт | 1 Ср | 2 Чт | 3 Пт | 4 Сб | 5 Нд |

## Країни-учасниці
У змаганні брало участь 59 фігуристів (27 чоловіків та 32 жінки) з 15 країн (12/12).
- Австралія (2: чоловіків — 2; жінок — 0)
- Австрія (8: чоловіків — 3; жінок — 5)
- Угорщина (2: чоловіків — 1; жінок — 1)
- Велика Британія (8: чоловіків — 3; жінок — 5)
- Об'єднана німецька команда (4: чоловіків — 2; жінок — 2)
- Іспанія (1: чоловіків — 1; жінок — 0)
- Італія (2: чоловіків — 0; жінок — 2)
- Канада (7: чоловіків — 3; жінок — 4)
- Нідерланди (2: чоловіків — 0; жінок — 2)
- США (10: чоловіків — 5; жінок — 5)
- Фінляндія (1: чоловіків — 1; жінок — 0)
- Франція (3: чоловіків — 2; жінок — 1)
- Чехословаччина (4: чоловіків — 2; жінок — 2)
- Швейцарія (4: чоловіків — 2; жінок — 2)
- Швеція (1: чоловіків — 0; жінок — 1)

## Медальний залік

### Таблиця
| Місце  | Країна   | Золото | Срібло | Бронза | Загалом |
| ------ | -------- | ------ | ------ | ------ | ------- |
| 1      | США      | 2      | 2      | 1      | 5       |
| 2      | Австрія  | 1      | 0      | 1      | 2       |
| 3      | Канада   | 0      | 1      | 0      | 1       |
| 4      | Угорщина | 0      | 0      | 1      | 1       |
| Усього | Усього   | 3      | 3      | 3      | 9       |

### Медалісти
| Дисципліна                | Золото                               | Срібло                                | Бронза                                |
| ------------------------- | ------------------------------------ | ------------------------------------- | ------------------------------------- |
| чоловіче одиночне катання | Гейз Алан Дженкінс · США             | Рональд Робертсон · США               | Девід Дженкінс · США                  |
| жіноче одиночне катання   | Тенлі Олбрайт · США                  | Керол Гейсс · США                     | Інгрід Вендль · Австрія               |
| парне катання             | Сіссі Шварц · Курт Оппельт · Австрія | Френсіс Дафо · Норріс Бовден · Канада | Маріанна Надь · Ласло Надь · Угорщина |